# Cheryl Strayed
Cheryl Strayed (nacida como Chery Nyland Lambrecht; Spangler, Pensilvania, 17 de septiembre de 1968) es una escritora y bloguera estadounidense.

## Biografía
Hija de Bobbi Lambrecht y Ronald Nyland, estudió en la Universidad de Siracusa. Se licenció cum laude en dos especialidades, literatura inglesa y estudios femeninos. Su madre falleció cuando ella tenía 22 años y, cuando tenía 28 años, decidió dejar el trabajo de camarera y emprender parte del Sendero de la Cresta del Pacífico.
Narró la experiencia en Salvaje, libro autobiográfico que llegó a ser un superventas. Cheryl Strayed decidió caminar más de mil kilómetros por el Sendero del Macizo del Pacífico sola, como una manera de curarse a sí misma, a raíz de su divorcio, la muerte de su madre y años de conducta imprudente y destructiva. El Sendero de la Cresta del Pacífico es un camino de 4264 km que se extiende desde México hasta Canadá y atraviesa tres estados de la costa oeste estadounidense. En el viaje de supervivencia física y mental va encontrando su propio camino.
En 2014 se realizó una adaptación cinematográfica del libro, la película Alma salvaje. En esta cinta fue la productora y actriz Reese Witherspoon quien interpretó a Cherryl Strayed.

## Vida privada
Estuvo casada con Marco Littig de 1988 a 1995 y luego con Brian Lindstrom, con quien contrajo matrimonio en 1999. Es madre dos hijos, Bobbi y Carver Strayed Lindstrom. Actualmente reside en Oregón.

## Obras
- 2006, Torch, novela, ISBN 978-0618472178. Reedición: con nueva introducción, ISBN 978-0345805614
- 2012, Salvaje, traducción de Carlos Milla e Isabel Ferrer (Wild: From Lost to Found on the Pacific Crest Trail), autobiografía, ISBN 978-0307592736
- 2012, Pequeñas delicadezas (Tiny Beautiful Things: Advice on Love and Life from Dear Sugar), autoyuda, ISBN 978-0307949332
- 2015, Brave Enough, autoayuda, ISBN 978-1101946909

“Cuando encuentras tu hogar en el mundo, lo que realmente estás diciendo es que has hecho de tu propio cuerpo un hogar. Entonces a donde sea que vayas, estarás a salvo.”
Cheryl Strayed, marzo de 2015.

## Adaptaciones
- 2014 - Alma salvaje, película dirigida por Jean-Marc Vallée, basada en la autobiografía Salvaje.